# エア・トランザット
エア・トランザット（Air Transat）はカナダ・ケベック州モントリオールを本拠地とする航空会社である。

## 概要
1986年12月にケベックエアの元従業員により設立。1987年11月14日にモントリオールとアカプルコを結ぶ路線の運航を開始した。1993年には、倒産したネーション・エアの機材と設備を入手した。以後も規模を拡大した結果、2007年現在では社員数2667名、25カ国90都市へ定期便・国際チャーター便の運航を行い、年間輸送人員は200万人と、カナダの主要航空会社のうちの1つと位置づけられる規模になった。
夏季にはヨーロッパ、冬季にはカリブ海諸島、アメリカ合衆国、メキシコおよび南アメリカへの乗客が多い。また、カナダとキューバを結んでおり、エアカナダはハバナへ就航しているのに対し、バラデロなどへ直行便がある。
2019年6月に親会社Transat A.T. Incとカナダ最大手エアラインのエア・カナダの合併に関する最終契約を締結したと発表。取引は、規制当局や株主の承認を経て、条件が満たされると、2020年初頭に完了する予定とされていたが、2021年4月に両社合併協議に欧州委員会が承認しないことが明らかになり、顧客や利害関係者、業績への悪影響をもたらすことから、エア・トランザットに1,250万カナダドルの契約解除料を支払い、契約を解除する事に両社が合意したと発表した。

## 機材

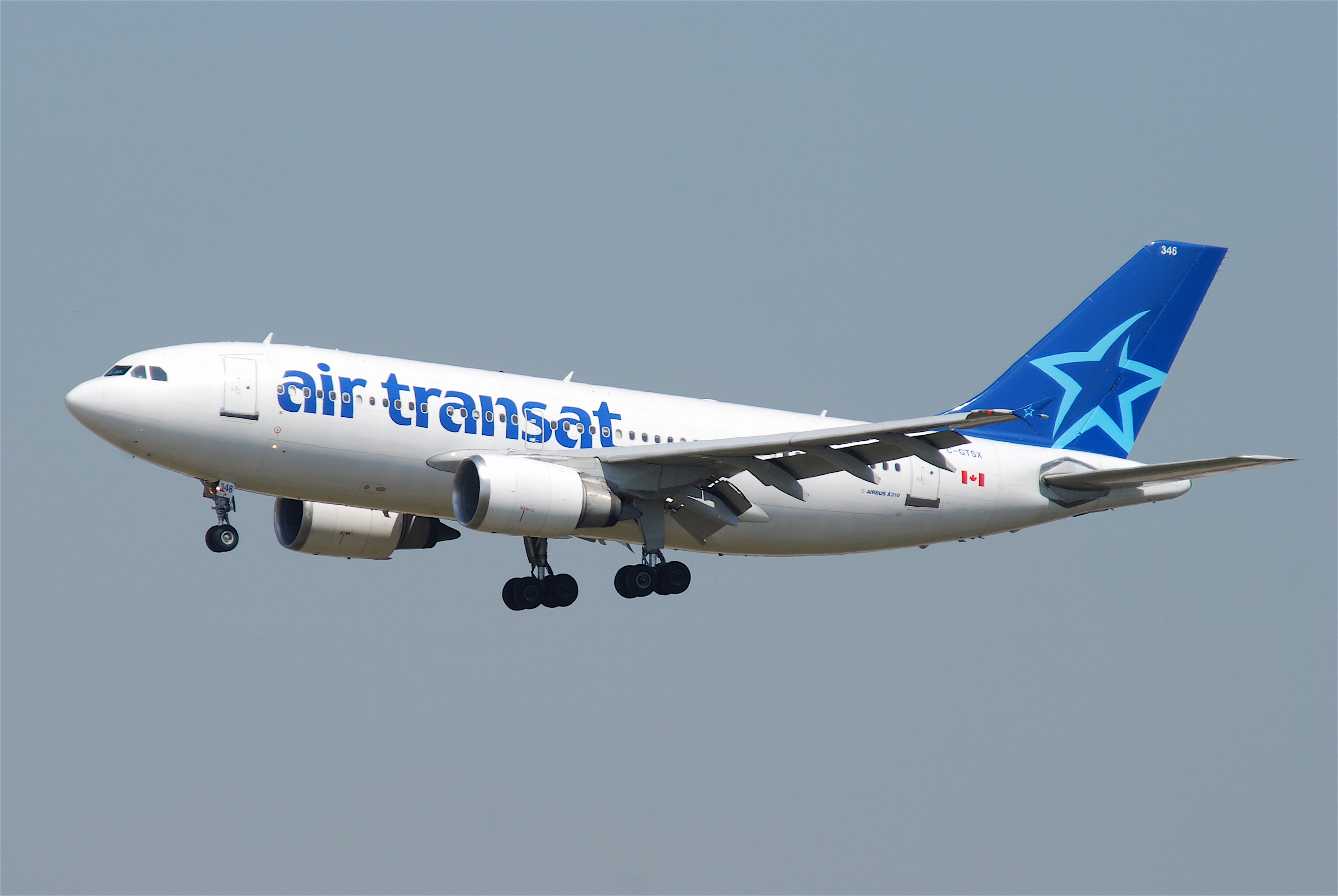
エアバスA310-300(退役済み)

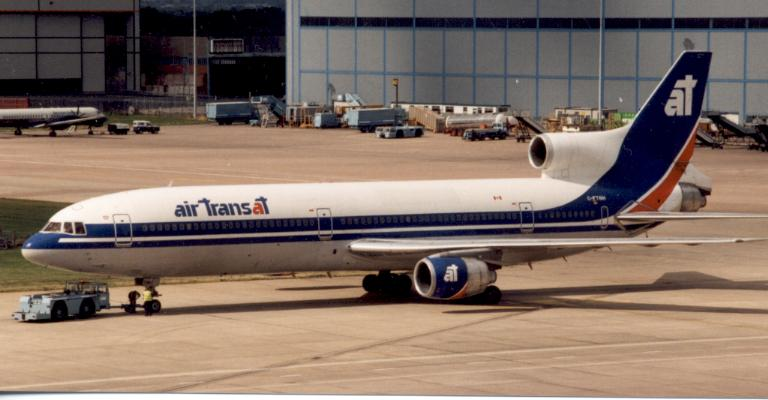
ロッキードL-1011トライスター（旧デザイン・マンチェスター空港にて）

| 機種             | 保有数 |
| ---------------- | ------ |
| エアバスA320-200 | 1      |
| エアバスA321-200 | 8      |
| エアバスA321LR   | 19     |
| エアバスA330-200 | 14     |
| エアバスA330-300 | 2      |

### 過去の機材
- A310-300
- A320-200
- ボーイング727-200
- ボーイング737-400
- ボーイング737-700 : COVID-19流行により運用停止中
- ボーイング737-800 : COVID-19流行により運用停止中
- ボーイング737MAX8
- ボーイング757-200
- ロッキードL-1011-500 トライスター

## 提携

### コードシェア
- ポーター航空 (合弁提携会社）[5]
- ウエストジェット

### インターライン契約[6]
- ペガサス航空
- ボロテア